# 古拉洪茨鄉
46°16′N 22°21′E / 46.267°N 22.350°E
古拉洪茨鄉（羅馬尼亞語：Comuna Gurahonț, Arad），是羅馬尼亞的鄉份，位於該國西部，由阿拉德縣負責管轄，面積169平方公里，海拔高度231米，2011年人口3,973，人口密度每平方公里27人。